# Targa Crocifisso
La Targa Crocifisso és una competició ciclista italiana d'un sol dia i que es disputa anualment a Polignano a Mare, a la Pulla. Està reservada a ciclistes de categoria sub-23 i amateurs.

## Palmarès
| Any  | Vencedor                 | Segon                | Tercer                  |
| ---- | ------------------------ | -------------------- | ----------------------- |
| 1950 | Vincenzo Pellegrino      |                      |                         |
| 1951 | Aldo Lotti               |                      |                         |
| 1952 | Ruggiero Valoroso        |                      |                         |
| 1953 | Fioravente Bastianelli   |                      |                         |
| 1954 | Lino Pizzoferrato        |                      |                         |
| 1955 | Arnaldo Alberti          |                      |                         |
| 1956 | Giorgio Mancini          |                      |                         |
| 1957 | Filippo Di Salvatore     |                      |                         |
| 1958 | Piero Gattoni            |                      |                         |
| 1959 | Fernando Ricci           |                      |                         |
| 1960 | Vito Taccone             |                      |                         |
| 1961 | Nevio Valčić             |                      |                         |
| 1962 | Otello Paniccia          |                      |                         |
| 1963 | Matteo Torraco           |                      |                         |
| 1964 | Renzo Cerati             |                      |                         |
| 1965 | Giancarlo Polidori       |                      |                         |
| 1966 | Mario Nicoletti          |                      |                         |
| 1967 | Enzo Ragnini             |                      |                         |
| 1968 | Marcello Baccarini       |                      |                         |
| 1969 | Giuseppe Ascani          |                      |                         |
| 1970 | Vincenzo Suriani         |                      |                         |
| 1971 | Aldo Parecchini          |                      |                         |
| 1972 | Aldo Corallini           |                      |                         |
| 1973 | Francesco Giordano       |                      |                         |
| 1974 | Cosimo De Salve          |                      |                         |
| 1975 | Domenico Perani          |                      |                         |
| 1976 | Luigina Bissoli          |                      |                         |
| 1977 | Michele Fabbri           |                      |                         |
| 1978 | Giuseppe Mori            |                      |                         |
| 1979 | Giuliano Biatta          |                      |                         |
| 1980 | Giuseppe Faraca          |                      |                         |
| 1981 | Corrado-Franco Pinizzoto |                      |                         |
| 1982 |                          |                      |                         |
| 1983 | Michele Cuoco            |                      |                         |
| 1984 | Fabio Roscioli           |                      |                         |
| 1985 | Luigi Dessi              |                      |                         |
| 1986 | Claudio Martinelli       |                      |                         |
| 1987 | Roberto Mattei           |                      |                         |
| 1988 | Massimiliano Semini      |                      |                         |
| 1989 | Paolo Manoni             |                      |                         |
| 1990 | Simone Biasci            |                      |                         |
| 1991 | Alessandro Maglie        |                      |                         |
| 1992 | Elio Aggiano             |                      |                         |
| 1993 | Salvatore Palumbo        |                      |                         |
| 1994 | Giovanni Mattioni        |                      |                         |
| 1995 | Massimiliano Giuliani    |                      |                         |
| 1996 | Luca Cassiani            |                      |                         |
| 1997 | Alberto Sintoni          |                      |                         |
| 1998 | Cristian Sambi           |                      |                         |
| 1999 | Eddy Serri               |                      |                         |
| 2000 | Giuliano Sulpizi         |                      |                         |
| 2001 | Mikhail Timochine        |                      |                         |
| 2002 | Tomas Vaitkus            | Sergio Marinangeli   | Błażej Janiaczyk        |
| 2003 | Elia Rigotto             | Stefano Cavallari    | Roberto Richeze         |
| 2004 | anul·lada                | anul·lada            | anul·lada               |
| 2005 | Elio Saavedra            | Fabio Taborre        | Marco Fabbri            |
| 2006 | Alessandro Cantone       | Andrea Grendene      | Marco Corsini           |
| 2007 | Paolo Capponcelli        | Fabio Taborre        | Fabio Terrenzio         |
| 2008 | Paolo Ciavatta           | Matteo Rabottini     | Luca Fioretti           |
| 2009 | Giacomo Michelessi       | Manuel Fedele        | Julián Arredondo        |
| 2010 | Matteo Rabottini         | Marco Zanotti        | Gian Marco Di Francesco |
| 2011 | Paolo Totò               | Mirko Boschi         | Maurizio Anzalone       |
| 2012 | Dúber Quintero           | Lorenzo Alessi       | Andrea Barbetta         |
| 2013 | Michele Bicelli          | Simone Petilli       | Andrea Meggiorini       |
| 2014 | Michael Bresciani        | Mirco Maestri        | Paolo Totò              |
| 2015 | Isaia Modena             | Mattia Bucci         | Giovanni Lonardi        |
| 2016 | Antonio Zullo            | Francesco Castegnaro | Francesco Di Felice     |